# Grand-Bassam
Grand-Bassam è una città storica ed antica capitale della Costa d'Avorio (1893-1900). Situata a 43 km ad est di Abidjan, Grand-Bassam è il capoluogo del dipartimento di Grand-Bassam nella regione di Sud-Comoé, distretto di Comoé. Il nome della città deriva dall'espressione Abouré "Alsam" che significa "si fa notte" e da quella appolone "Ba-souan" che significa "vieni a prendere". È una delle città più antiche del paese, così come uno dei centri odierni principali.
Il 3 luglio 2012, il quartiere France di Grand-Bassam, considerato il cuore storico della città, è stato inserito nei patrimoni dell'umanità.

## Geografia

### Ubicazione
La città si trova sulla costa e si affaccia da un lato sull'Oceano Atlantico e dall'altro sulla laguna di Ebrié. Il quartiere France, prima parte dell'abitato ad essere costruita durante la colonizzazione francese, si trova sul mare, mentre il resto della città è dall'altra parte della laguna ed è raggiungibile attraversando l'iconico ponte cittadino.

### Clima e vegetazione
Il clima della Costa d'Avorio ha due distinte zone bioclimatiche. Il sud è molto umido e ha quattro stagioni (da aprile a metà luglio: lunga stagione delle piogge; da metà luglio a settembre: breve stagione secca; da settembre a novembre: breve stagione delle piogge; da dicembre a marzo: grande stagione secca). Le temperature variano da 21° a 35°.

## Storia
Il primo europeo ad esplorare la regione di Grand-Bassam fu il portoghese Soeiro da Costa nel 1469. La chiamò Comoé dal nome di Rio de Mayo e diede il suo nome al fiume Assinie, che battezzò Rio Soeiro da Costa. I primi europei a firmare un trattato con Bassam di re Pietro, che allora era solo un villaggio, furono Charles Philippe Kerhallet e Alphonse Fleuriot de Langle il 19 febbraio 1842. Fort Nemours, il primo forte durevole sulla Côte con quello di Assinie-Mafia, fu costruito nel 1843, dopo lo sbarco del tenente Alphonse Fleuriot de Langle, che doveva portare a un trattato tra la Francia e il re di Grand-Bassam, Bley Peter, il 19 febbraio 1842. A quel tempo erano frequenti le scaramucce con gli Inglesi, e i mezzi non permettevano di sfruttare l'interno del paese. All'interno di questi forti, negli anni a seguire, vennero installate le prime stazioni commerciali.
Fondata alla metà del XV secolo dagli N'zima, tra il 1893 e il 1899, è stata il principale centro amministrativo francese. Nel 1899 il centro venne trasferito a Bingerville, a seguito di una epidemia di febbre gialla: su 60 europei presenti nella città, 45 decedettero. Altre epidemie ebbero luogo anche tra il 1900 e il 1903.
La città rimase un porto importante fino agli anni 1930, prima di venire soppiantata da Abidjan, allora in pieno sviluppo.

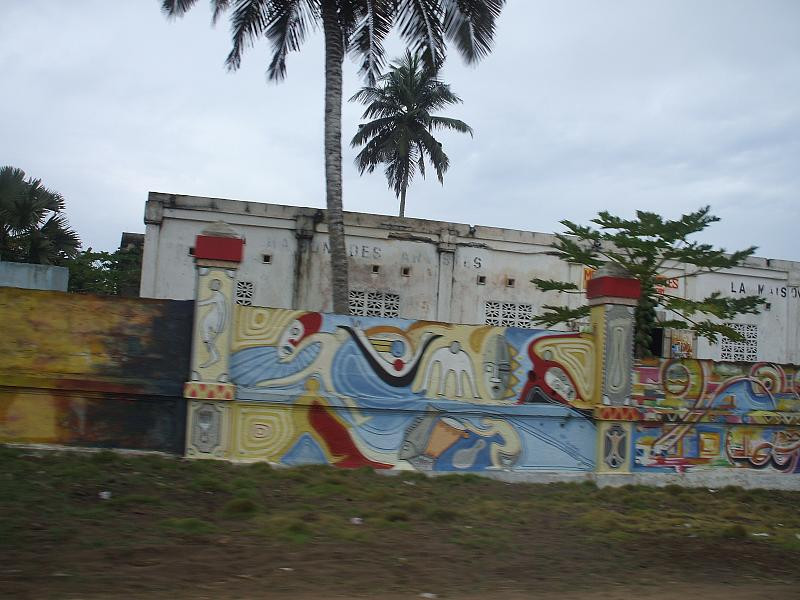
La "Maison des Artistes"

La città di Grand-Bassam, dal 1893, ospitò il centro di telegrafia sottomarina che collegava il "territorio della Costa d'Avorio" a Conakry "territorio della Guinea" da un lato, e a Cotonou "territorio di Dahomey" che era l'unico collegamento aperto verso l'esterno, dall'altro. La stazione sottomarina, detta anche "casa dei mille piedi", si trovava dopo l'uscita del ponte che attraversava la laguna, a sinistra lungo la laguna e seconda via a destra, e di fronte a una scuola di suore. Si dice che la prima messa abbia avuto luogo nella stazione della funivia, originariamente costruita dai tedeschi. Questo "edificio", con una superficie di 400 m2, aveva un piano terra rialzato dove erano ubicati i servizi operativi e un piano superiore dove si trovava il capo del centro e la sua famiglia. L'ufficio postale venne istituito lì nel 1945.
Grand-Bassam è stata la prima capitale coloniale, portuale, polo economico e legale della Costa d'Avorio; lo testimoniano i complessi rapporti sociali tra europei e africani, quindi il movimento popolare a favore dell'indipendenza.
Dal 1º luglio 2012 la città è stata iscritta nella lista dei patrimoni dell'umanità dell'UNESCO.

## Urbanizzazione
La lagune Ébrié divide la città in due parti collegate da un ponte. Al centro c'è il "Quartier France" che è il centro storico di Grand-Bassam, elencato come sito del patrimonio dell'UNESCO, mentre a sud e a nord si trovano i villaggi di Petit-Paris, Imperial e Moossou.
- Antica Bassam o Quartier France, città coloniale francese. Dell'epoca coloniale esistono ancora alcune case su palafitte in legno che hanno l'inestimabile vantaggio, grazie alla convezione naturale, di non richiedere alcun impianto di climatizzazione. Alcune di queste sono oggetto di un programma di ristrutturazione. L'artigianato è molto importante. Il "Museo Nazionale del Costume della Costa d'Avorio", originariamente la casa del governatore francese, si trova nel quartiere. Il suo litorale, molto frequentato, è decorato con capanne di paglia.
- Nuova Bassam, sulla terraferma, questo quartiere è ora il centro della città con attività commerciali e di divertimento.

Architettura coloniale.
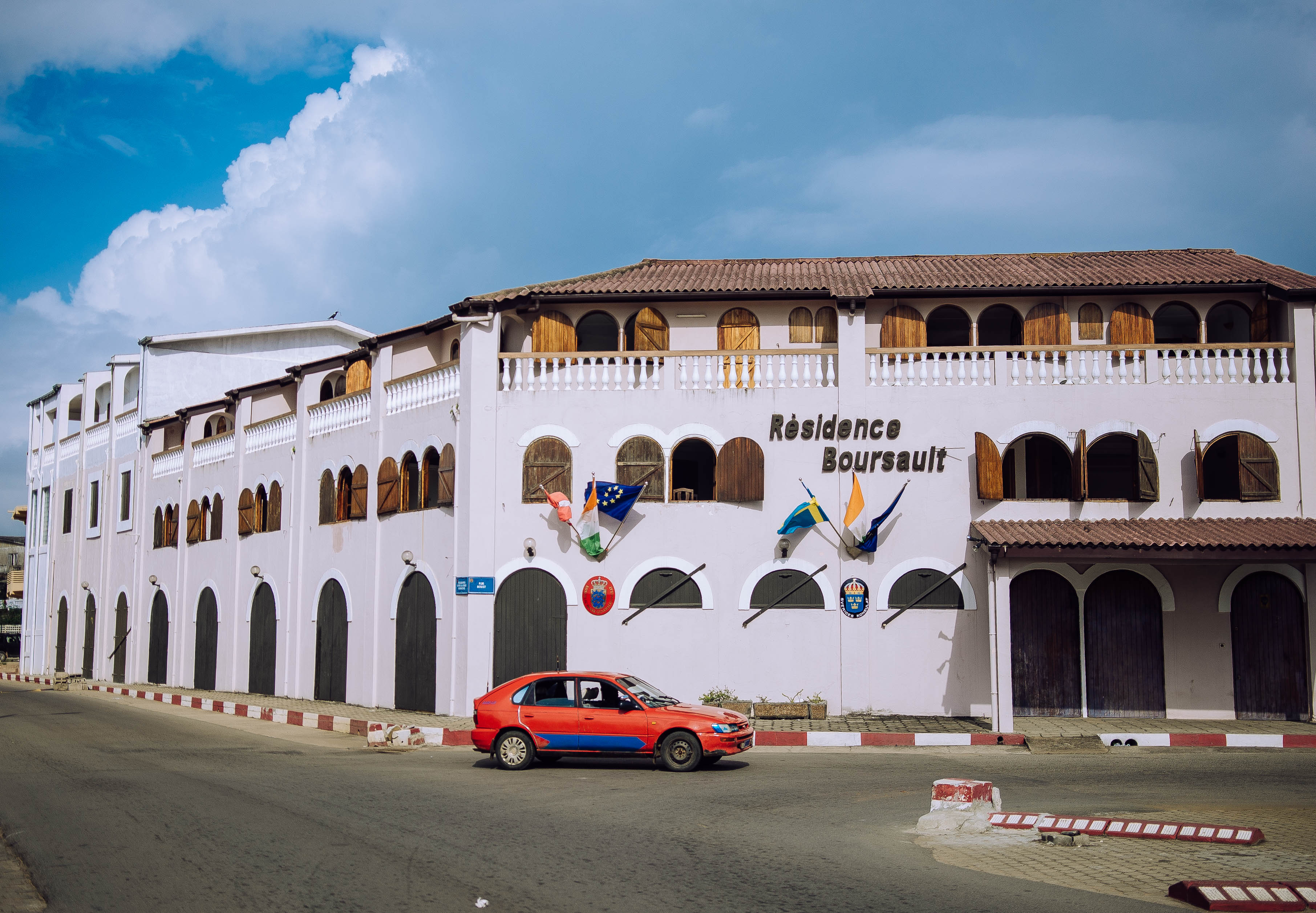
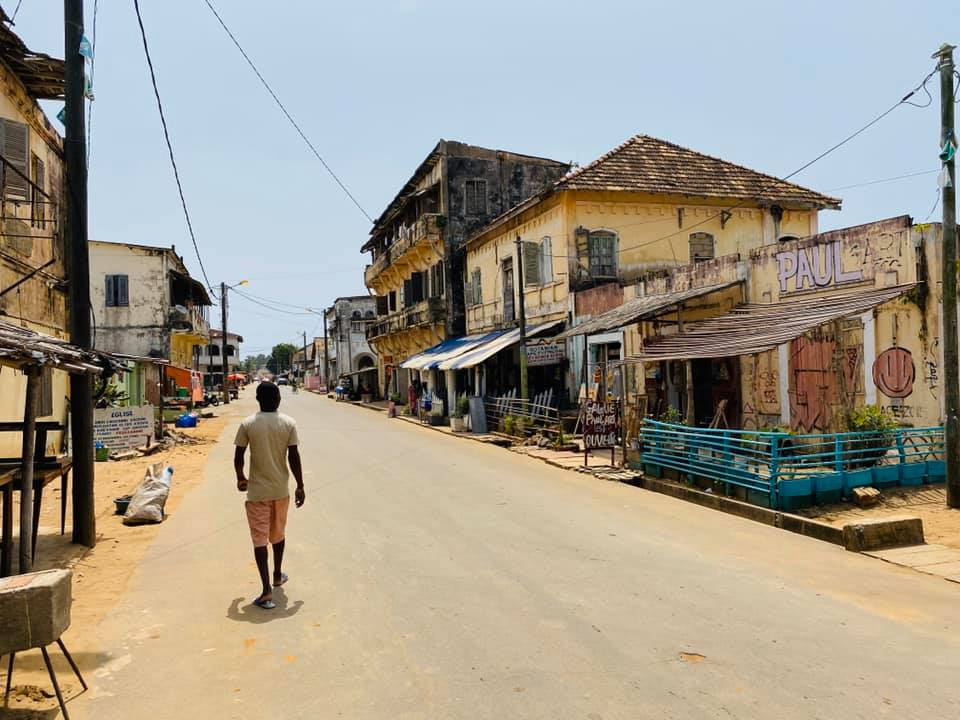
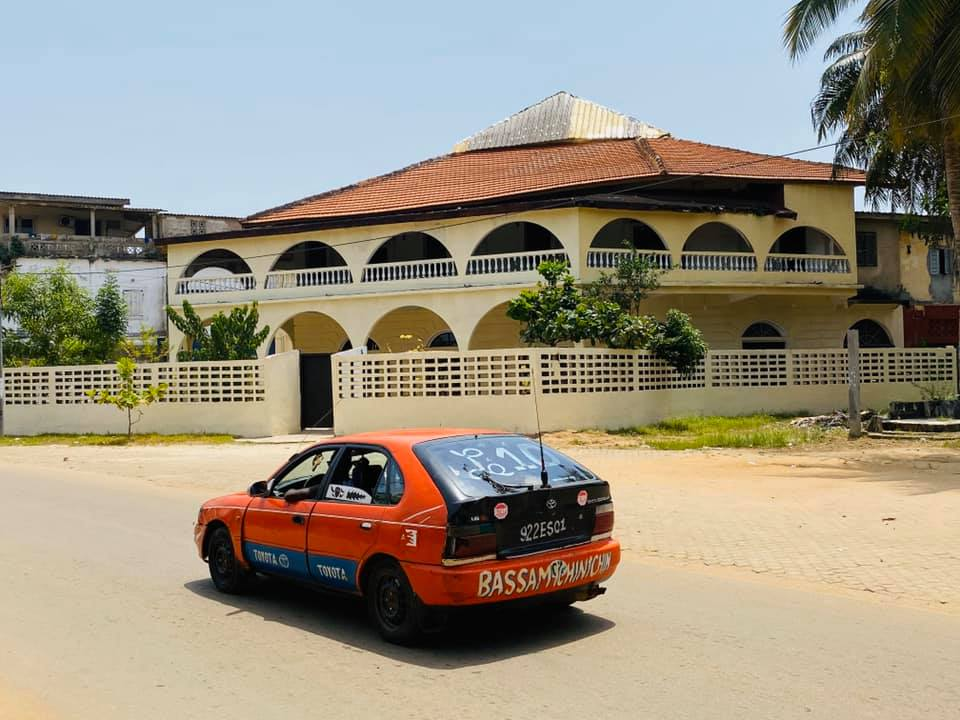
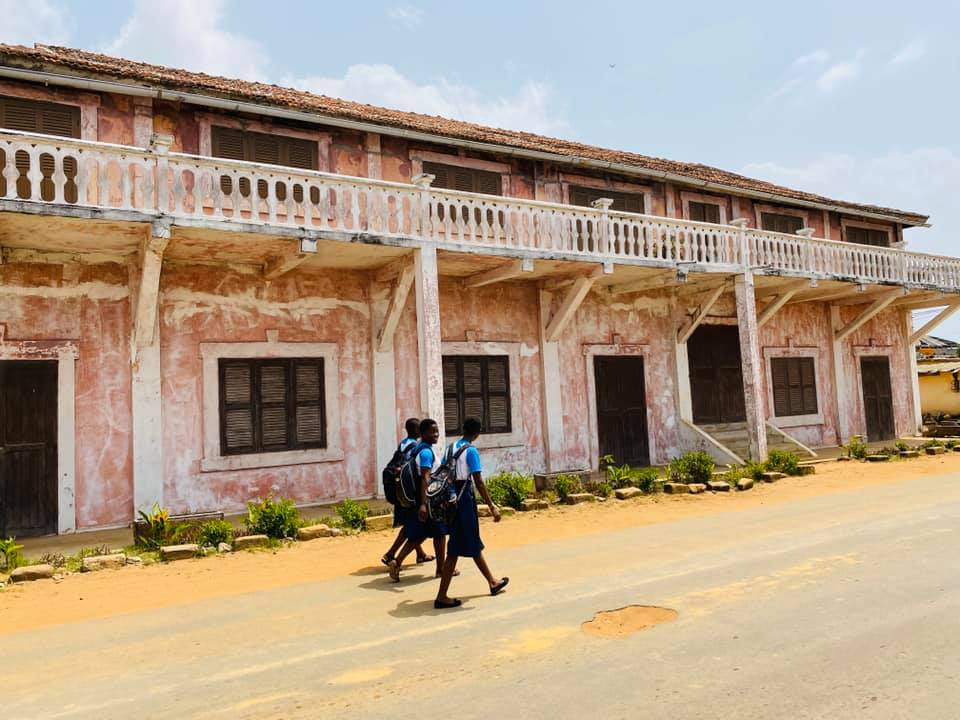

## Foto

### Storia

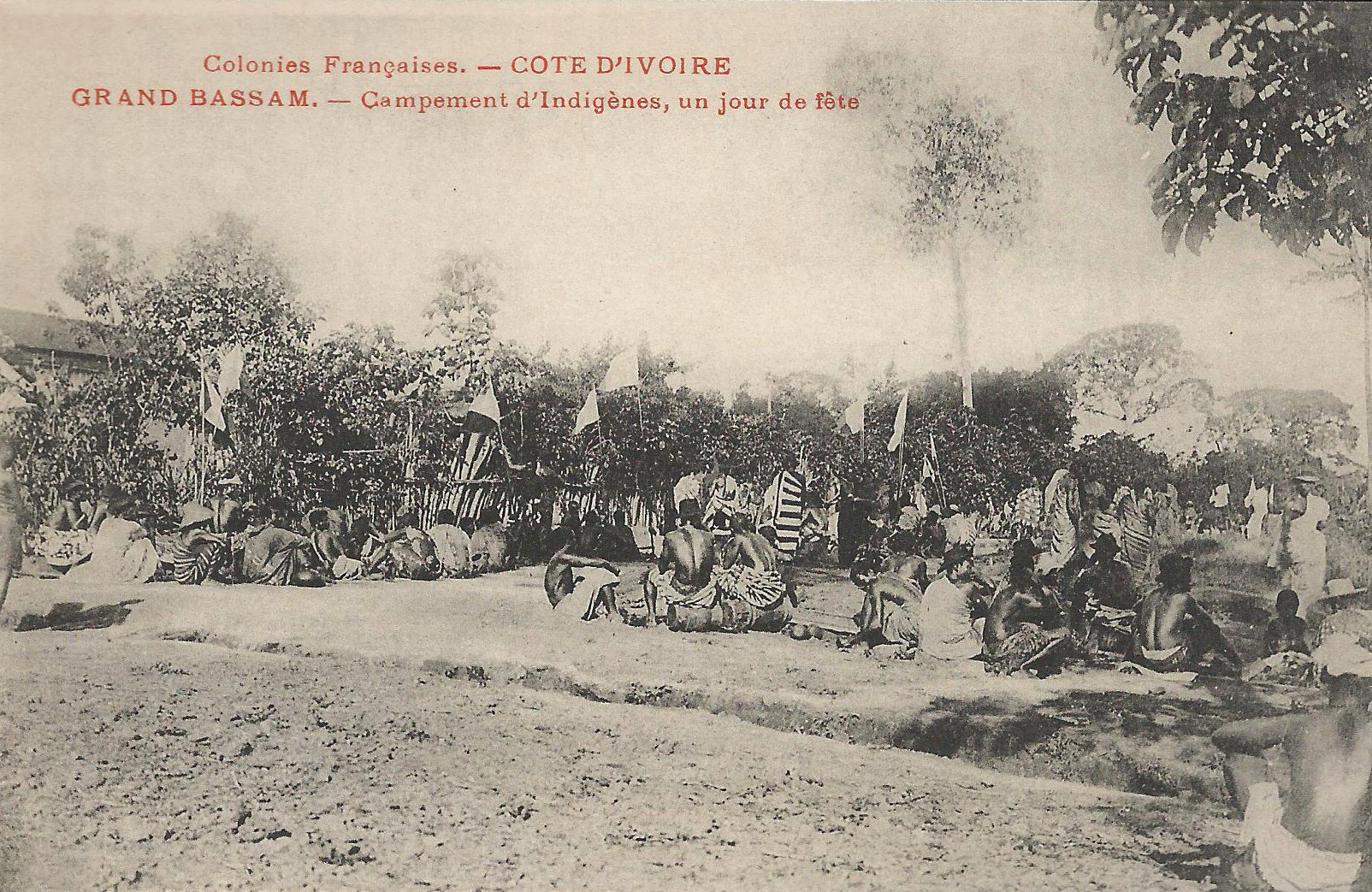
Accampamento di indigeni a Grand-Bassam, tra il 1890 e il 1920.
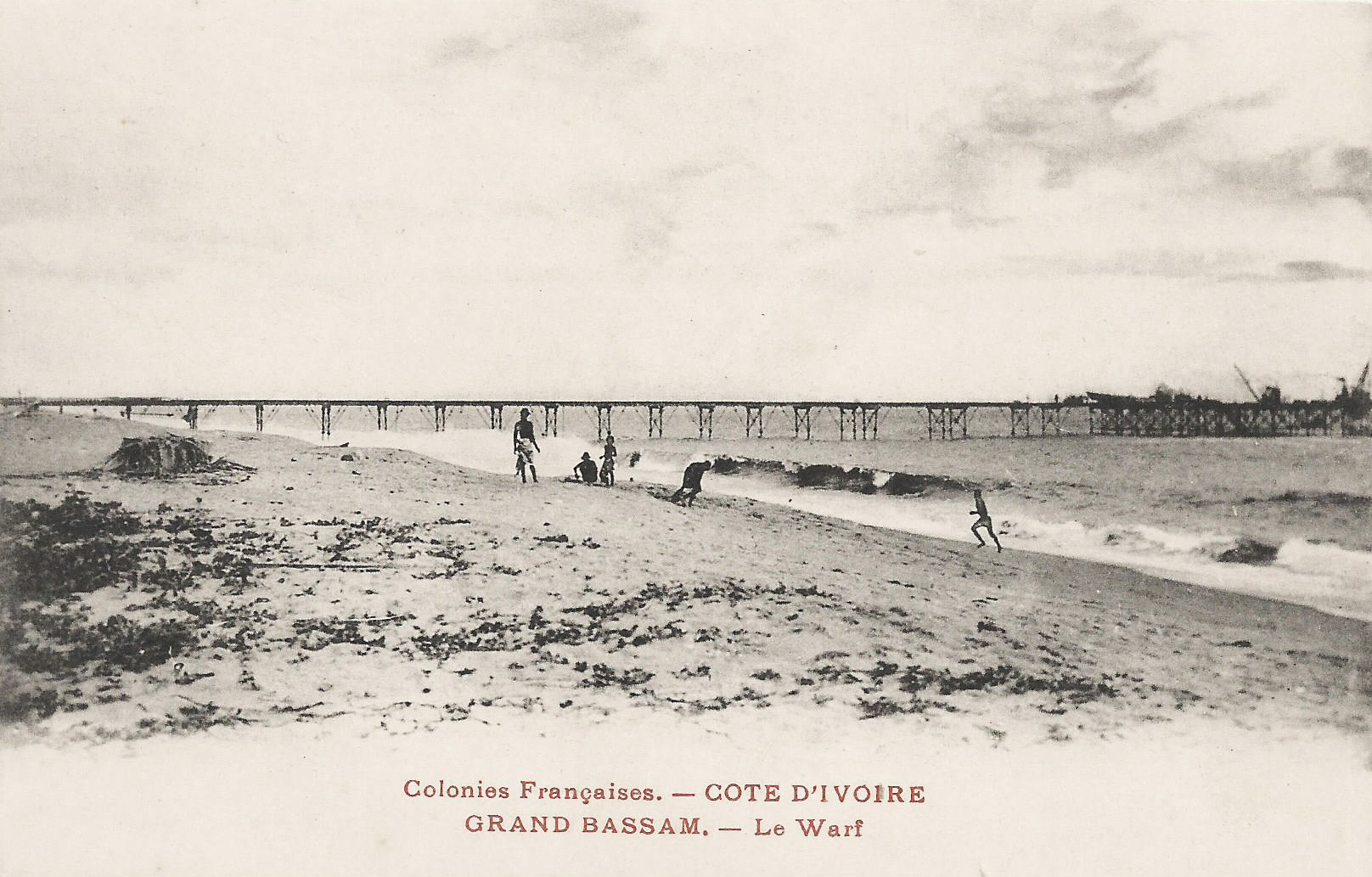
Il molo di Grand-Bassam, intorno al 1905.
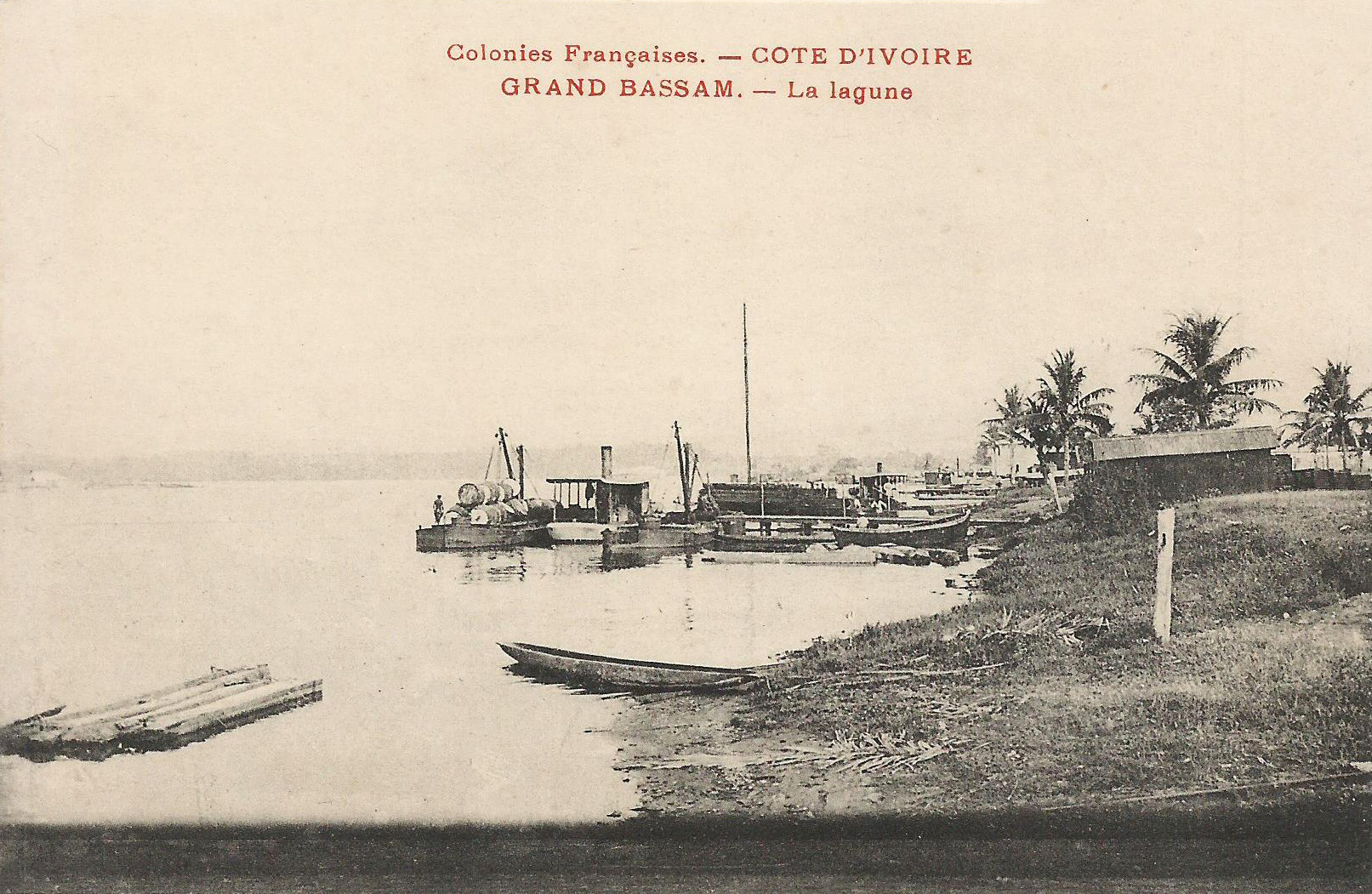
Lagun a di Grand-Bassam, all'inizio del XX secolo.
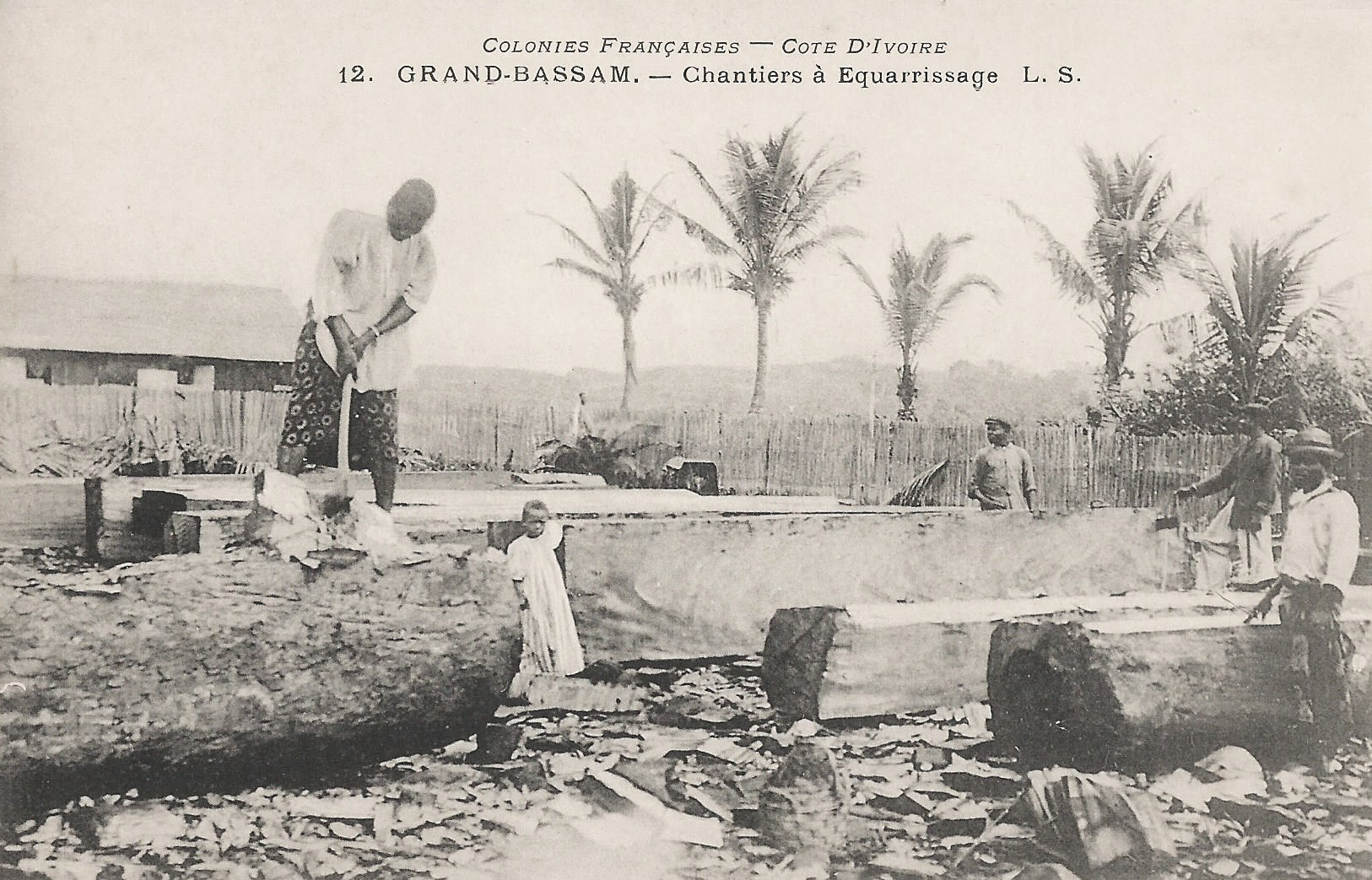
costruzione di imbarcazioni, intorno al 1905.
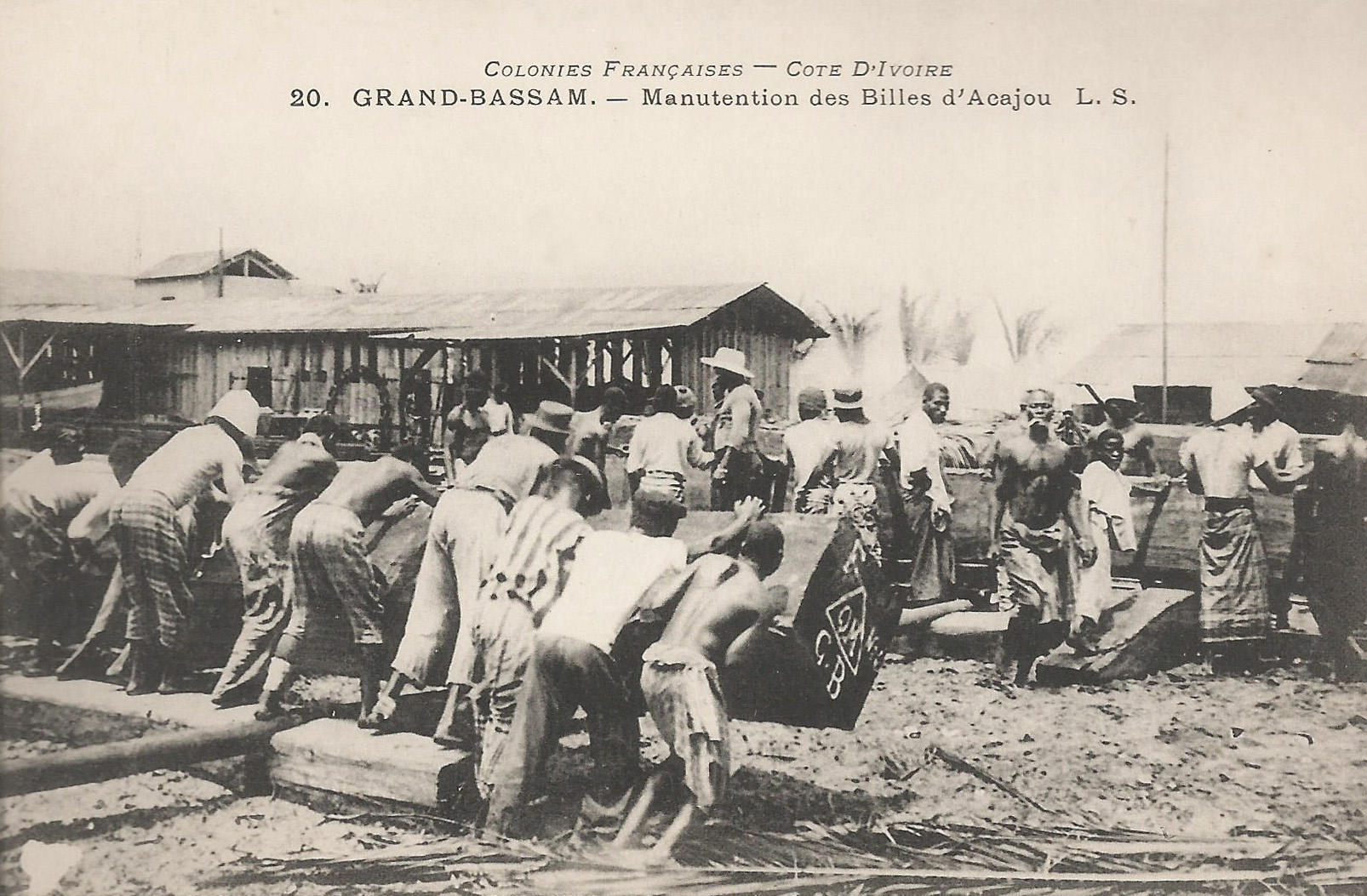
Lavorazione di tronchi di mogano, intorno al 1905.
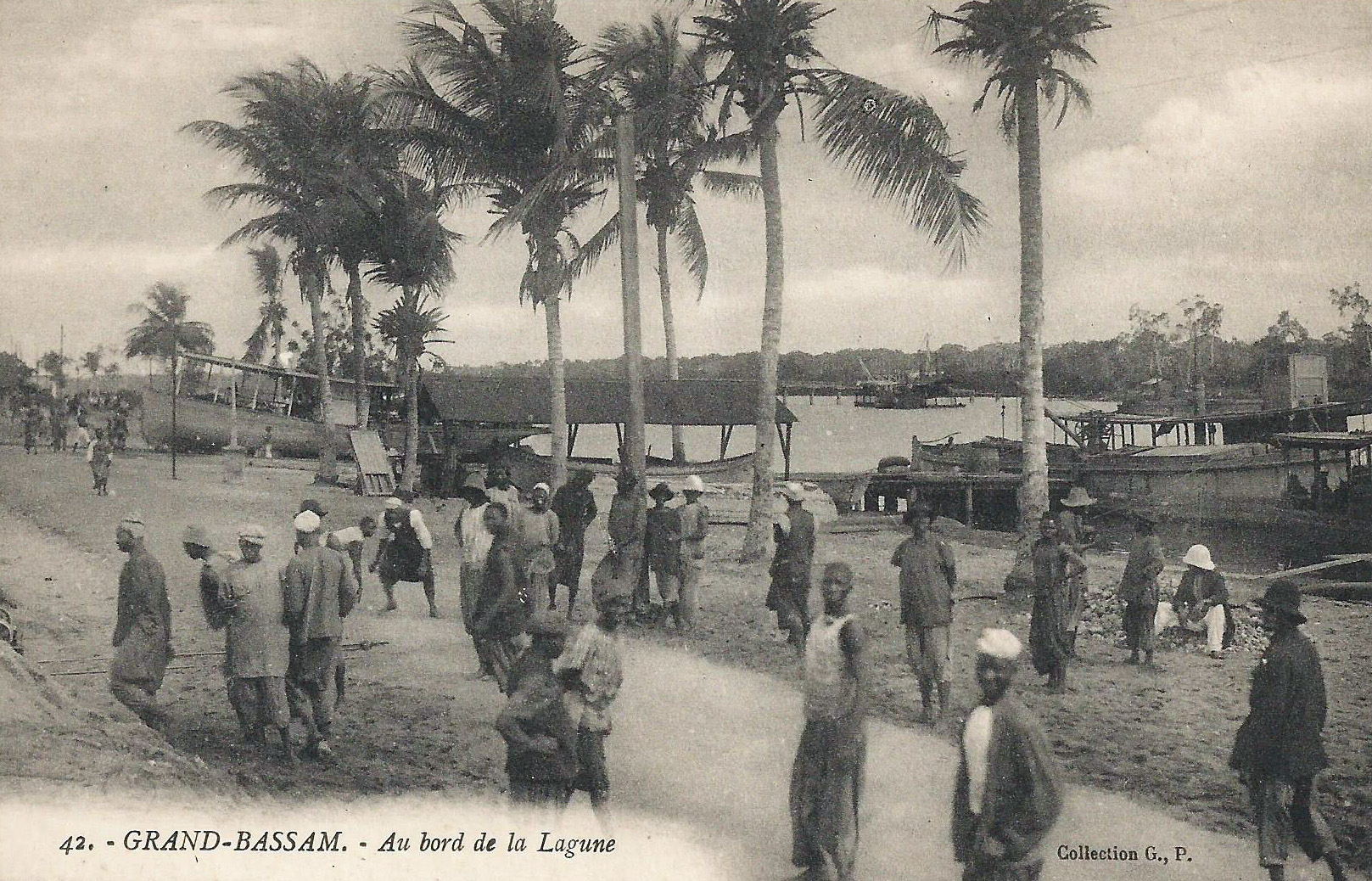
Bordo della laguna, intorno al 1905.
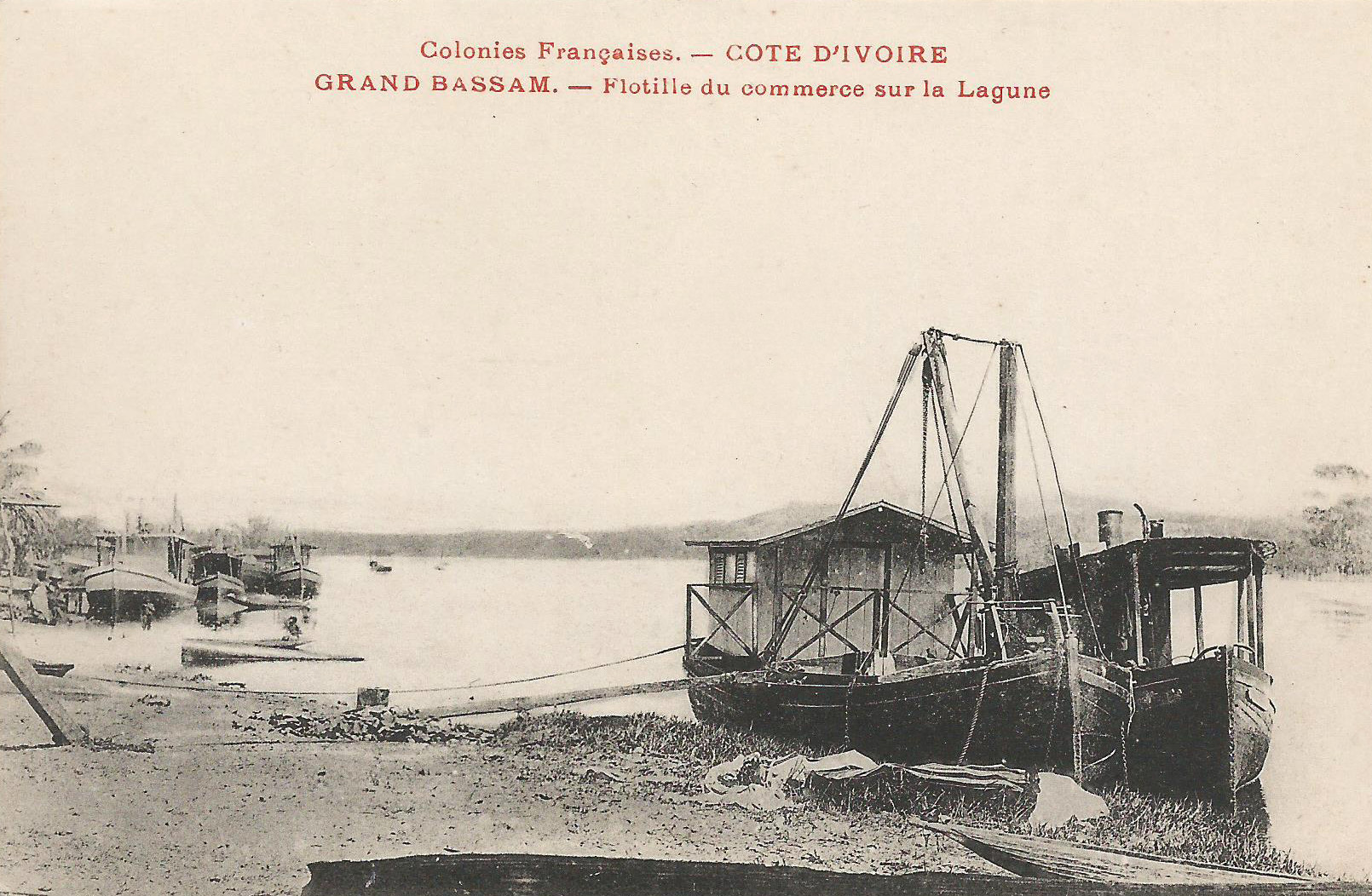
Flottiglia commerciale sulla laguna.
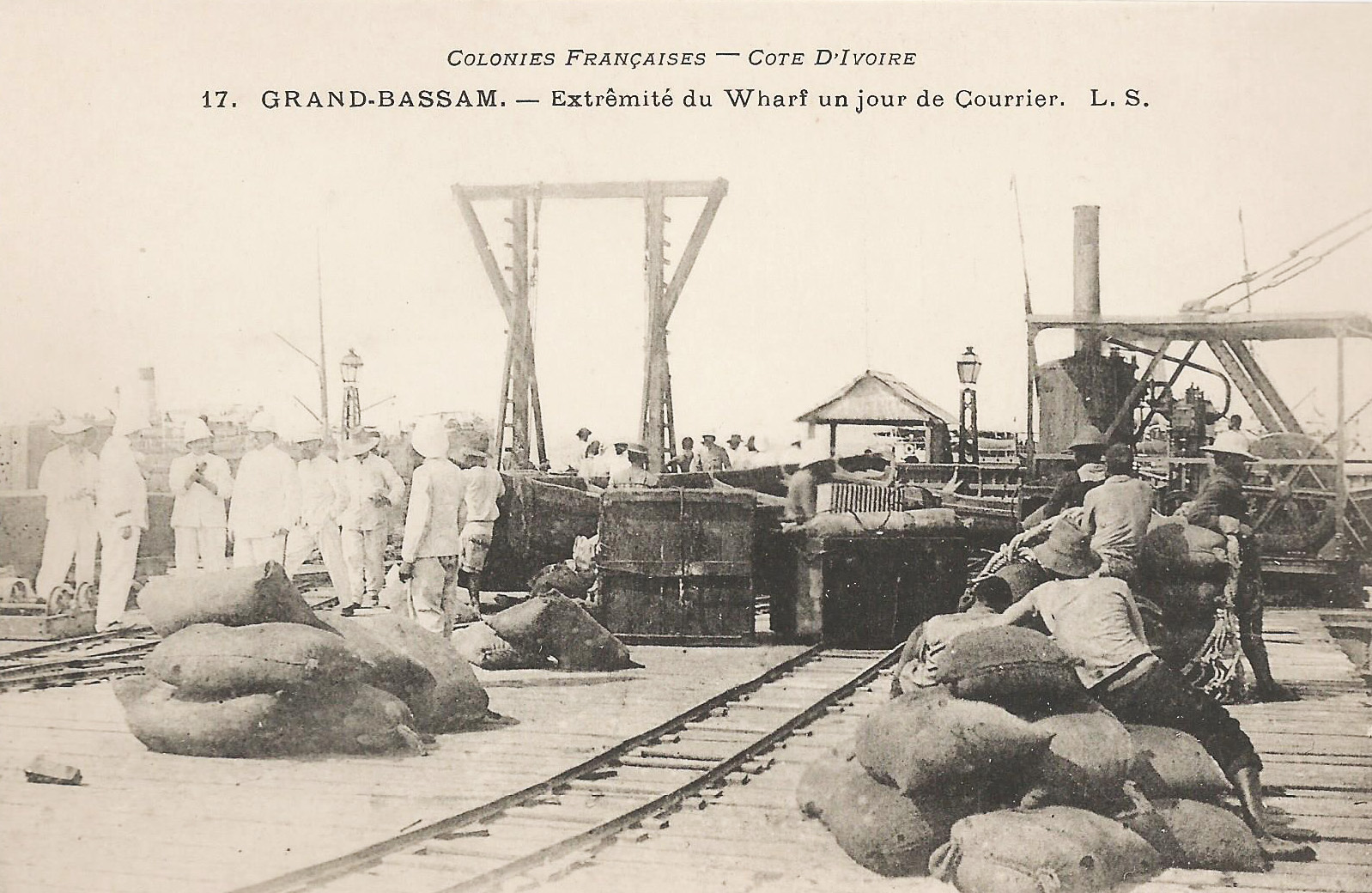
Fine del molo in un giorno di posta, intorno al 1905.
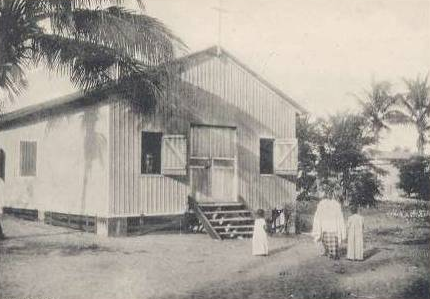
Antica cappella (Cattedrale) del Sacro Cuore, Grand-Bassam.
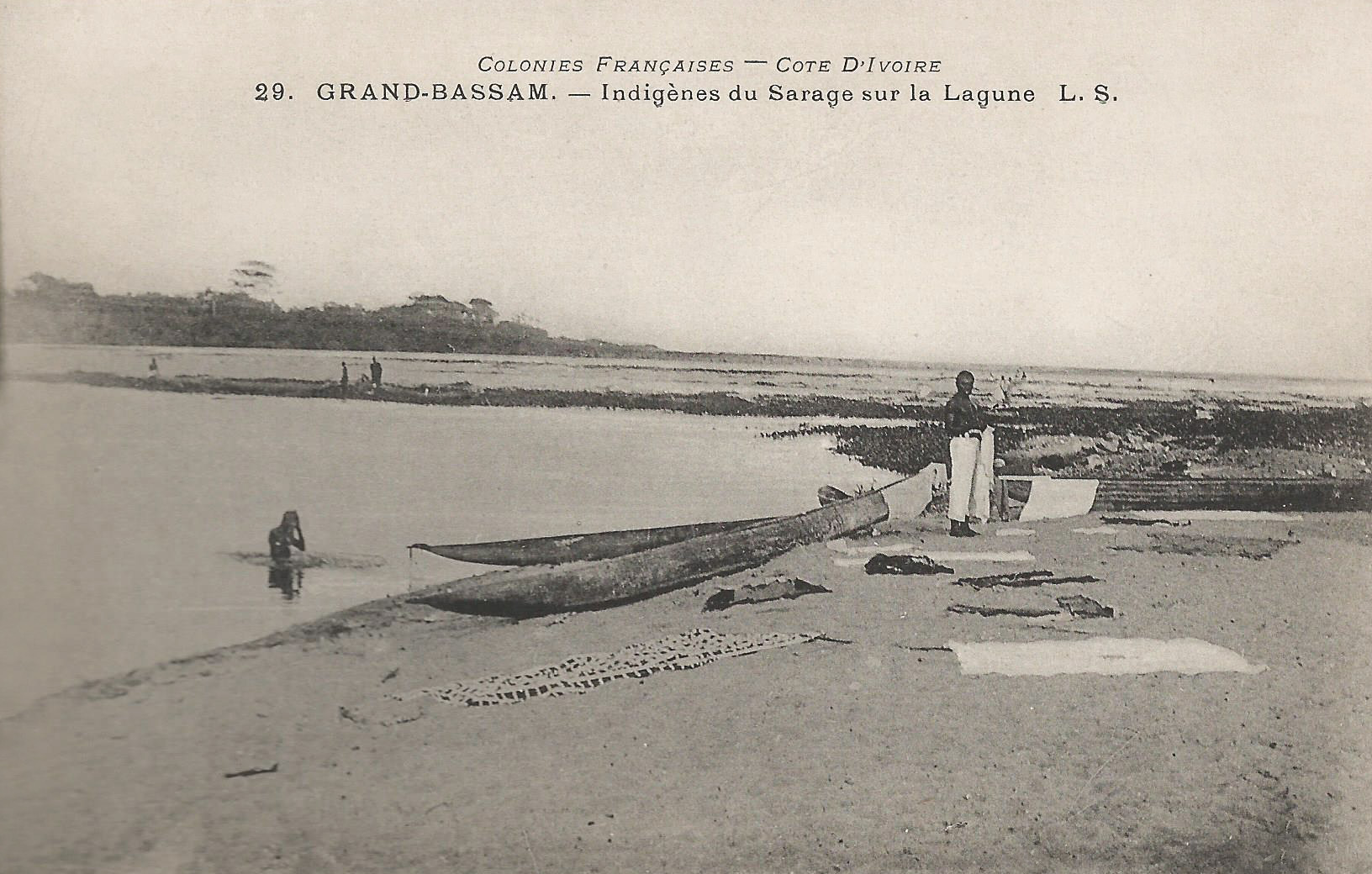
Indigeni sulla laguna, intorno al 1905.
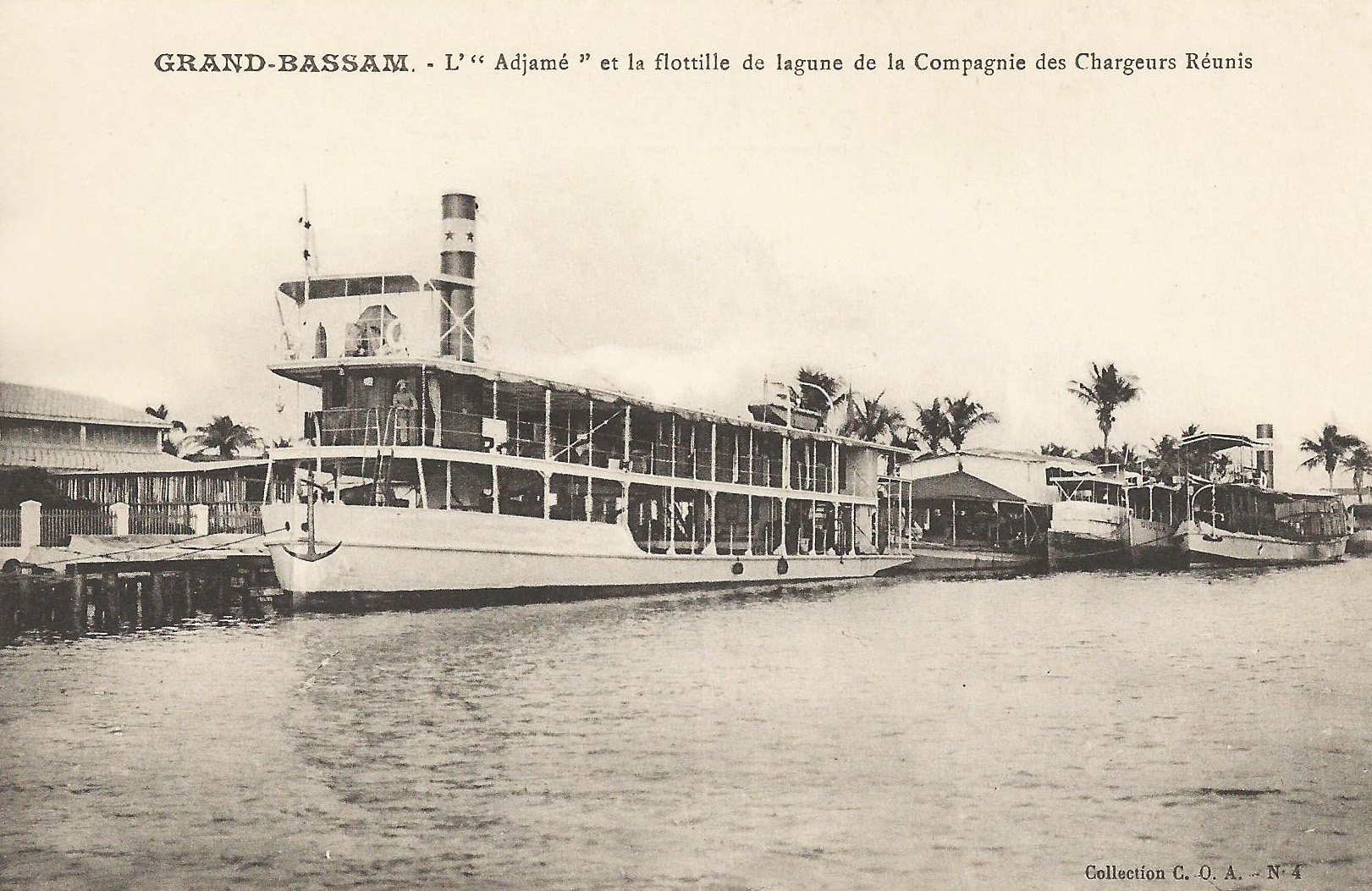
L'Adjamé e la flottiglia della laguna della Compagnie des Chargeurs Réunis, intorno al 1905.
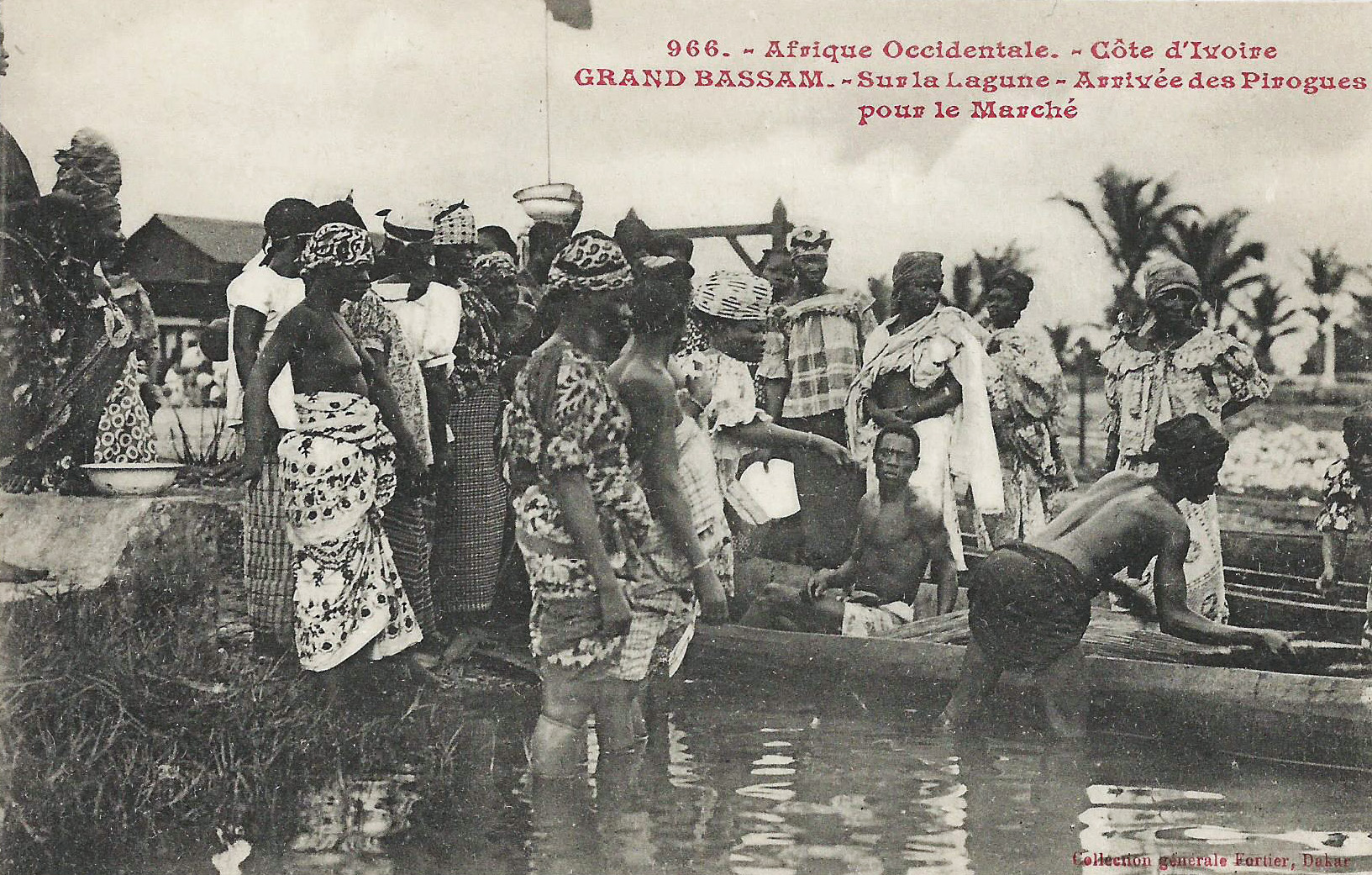
Arrivo delle piroghe per il mercato, intorno al 1906-1910.
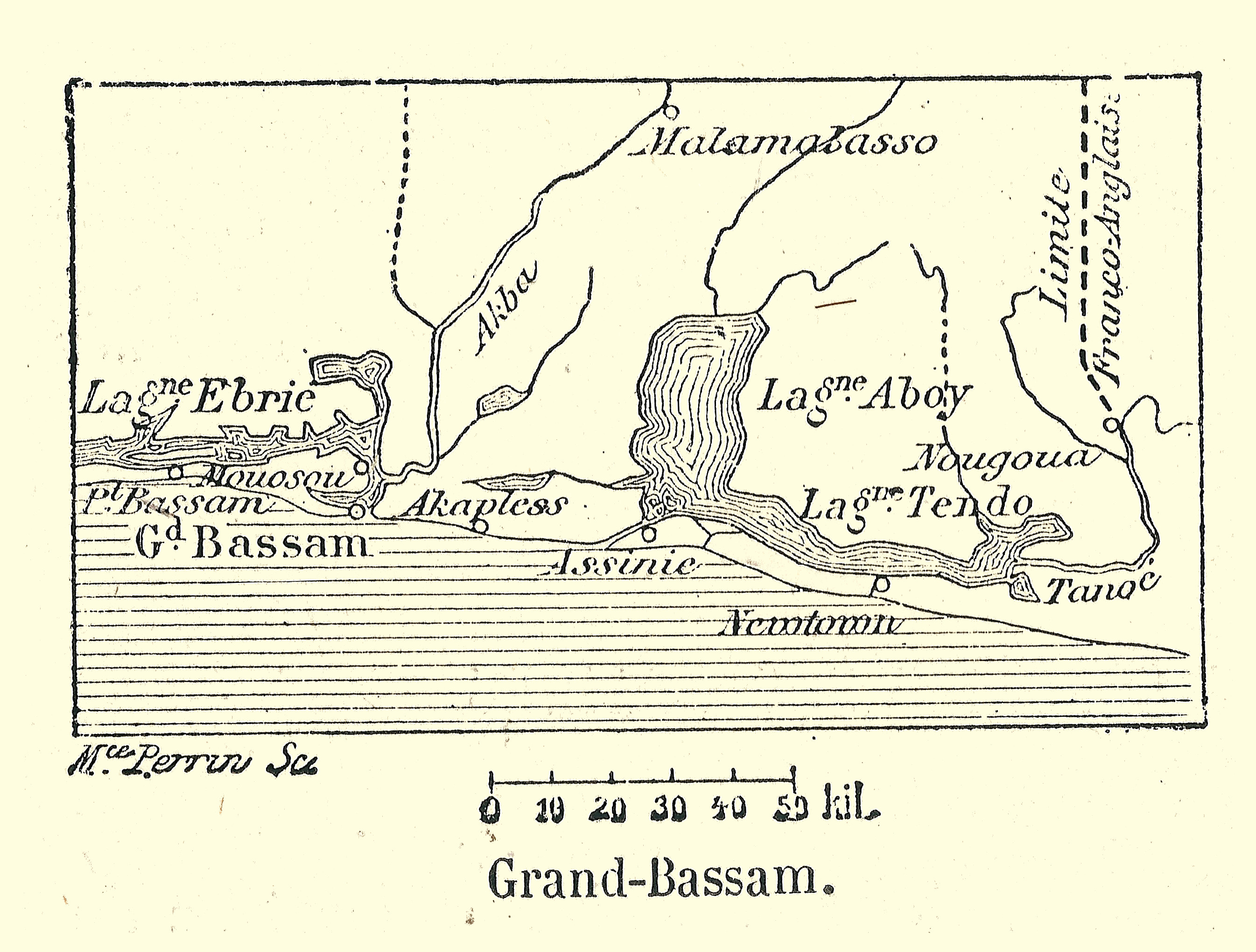
Grand-Bassam su una mappa del 1894, a destra la frontiera franco-inglese.
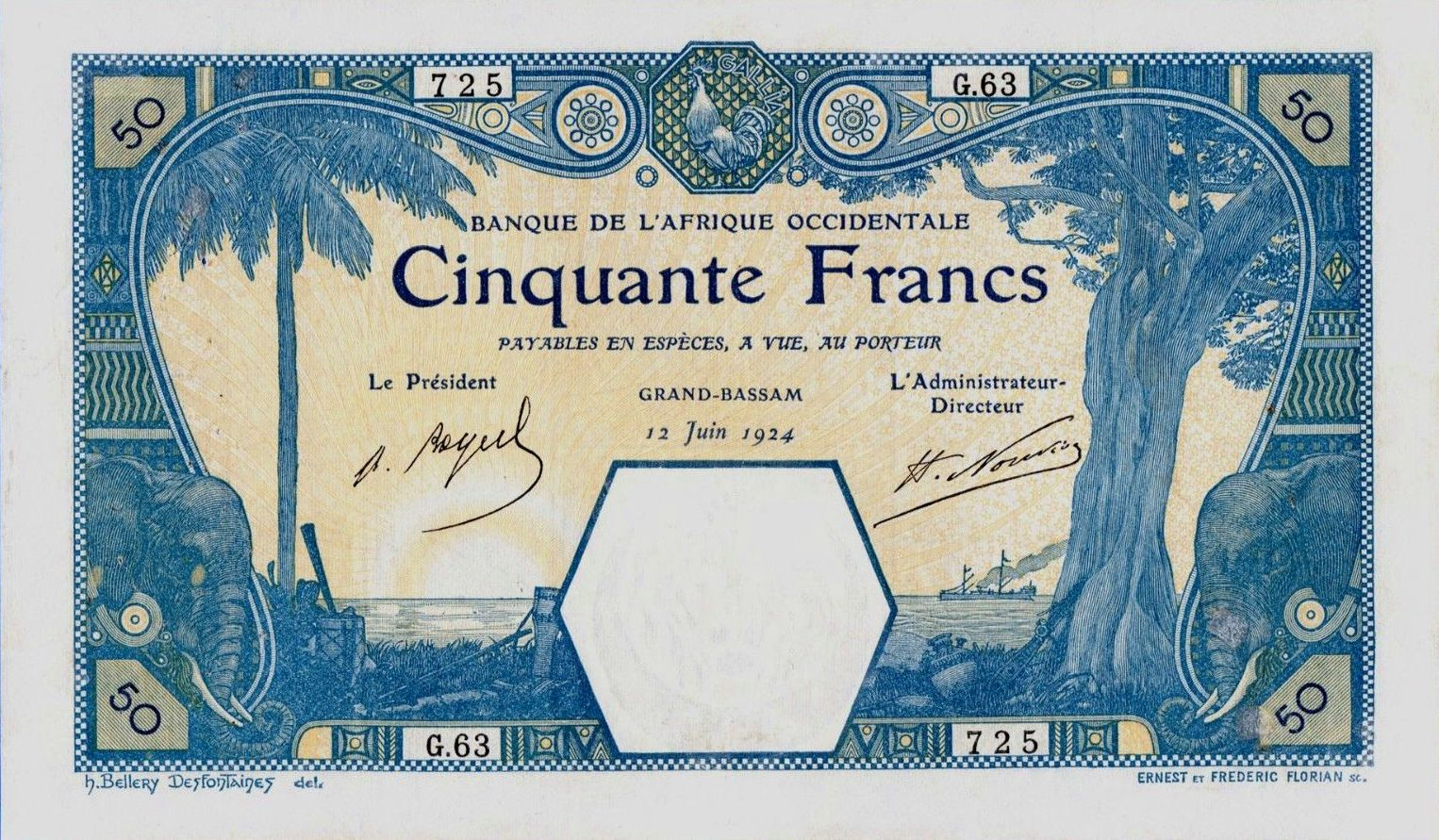
Banconota da 50 Franchi CFA di Grand-Bassam, 1924.

### Società

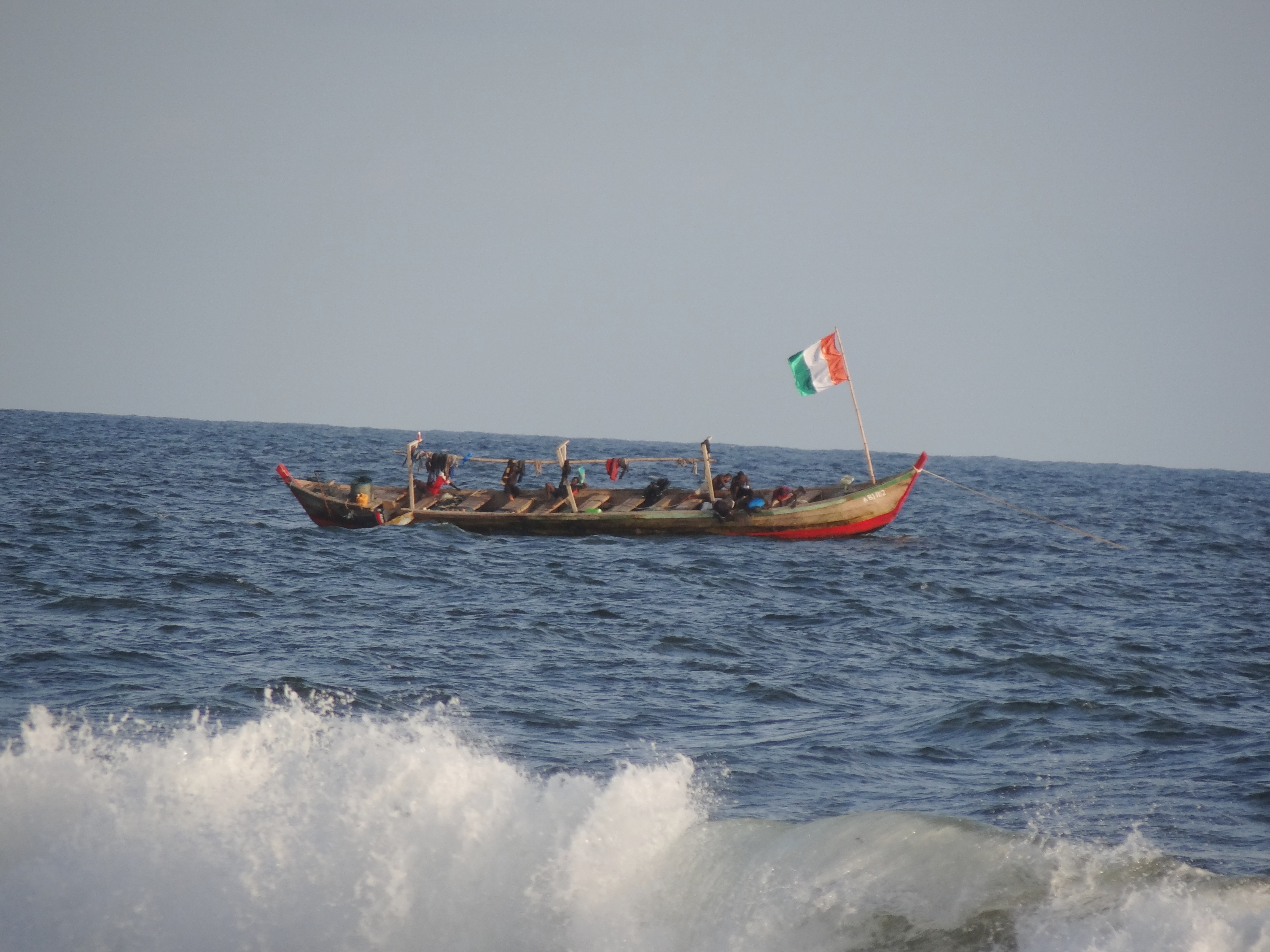
Pescatori vicini alla costa di Grand-Bassam
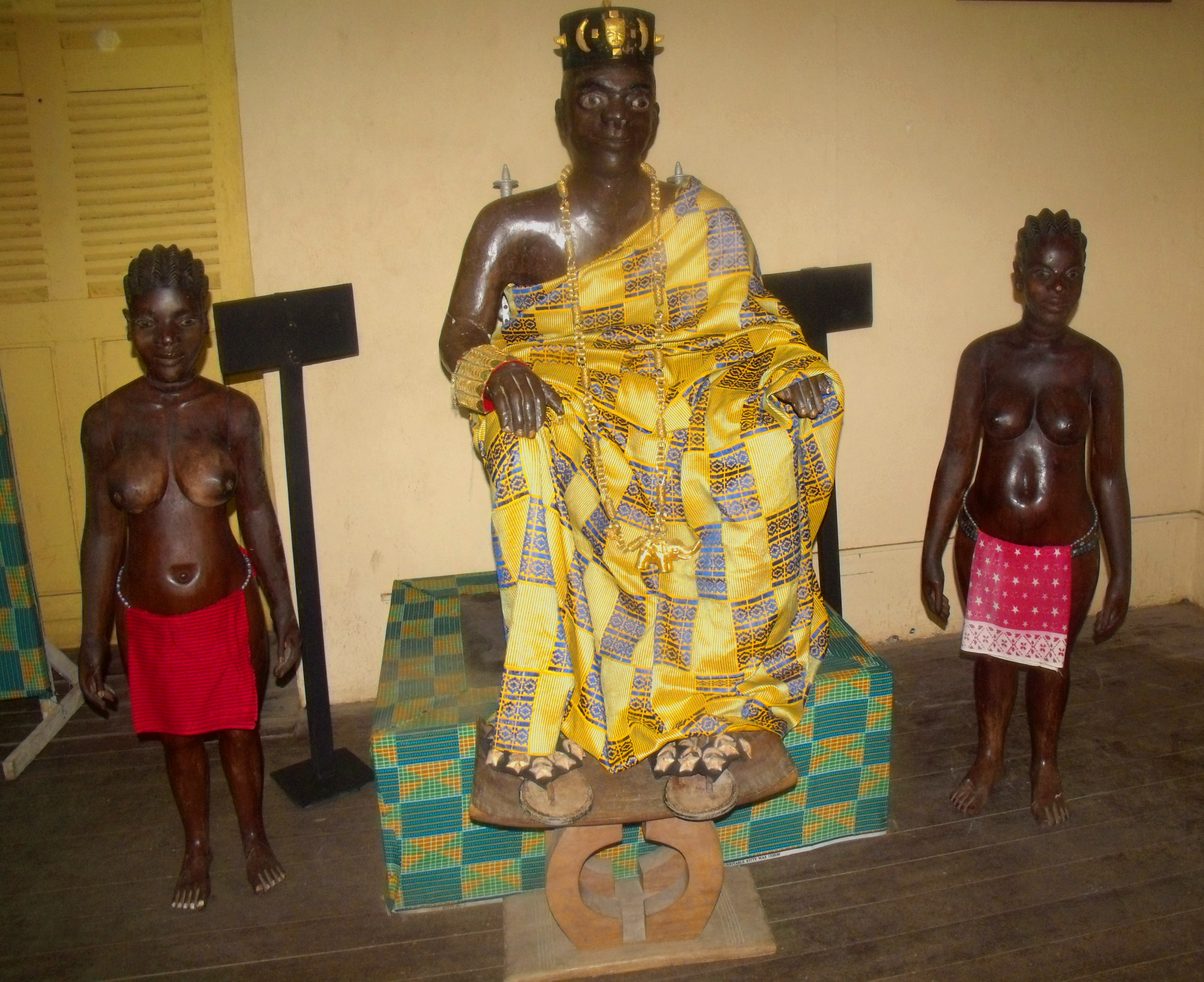
Abito Akan al museo del costume di Grand-Bassam
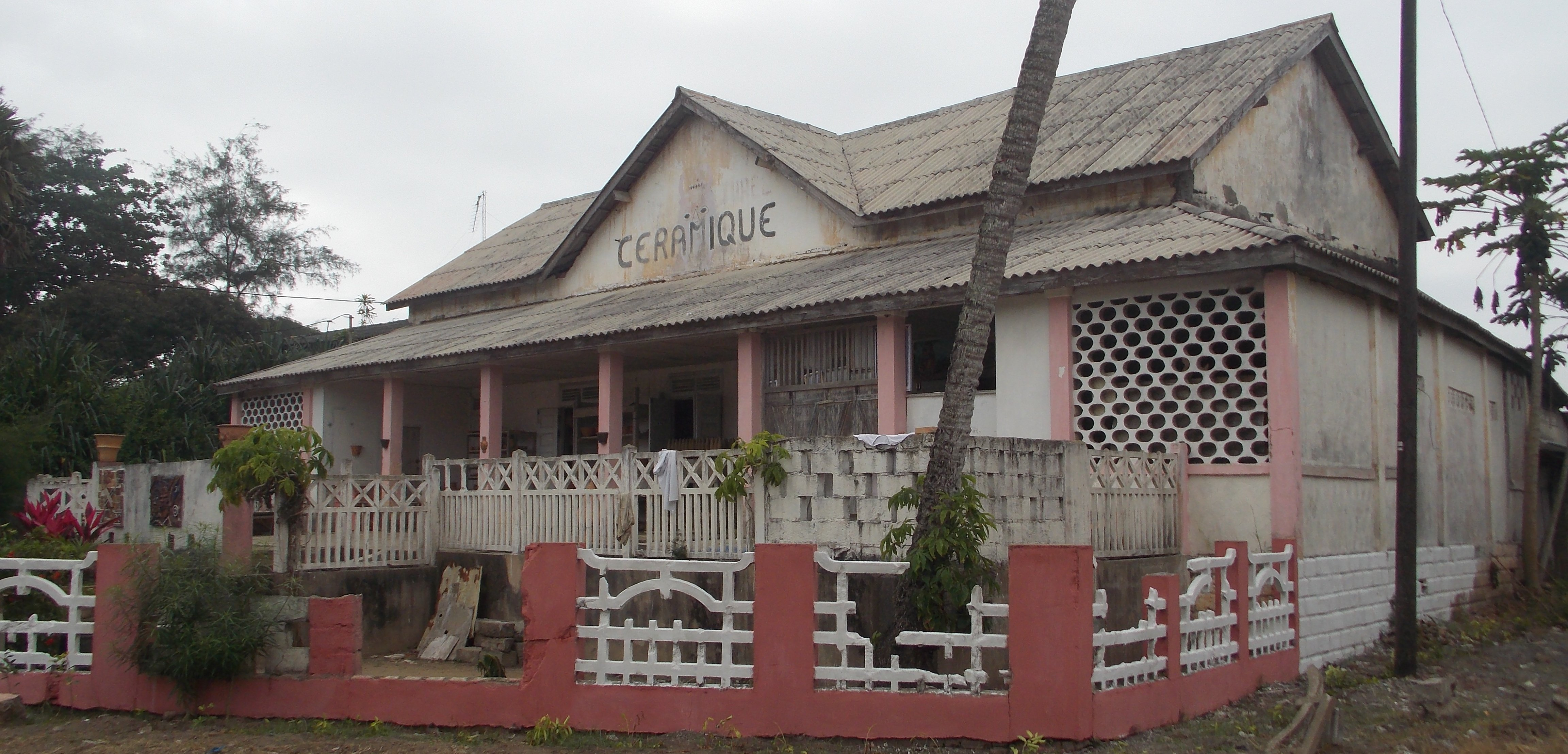
Centro della ceramica di Grand-Bassam
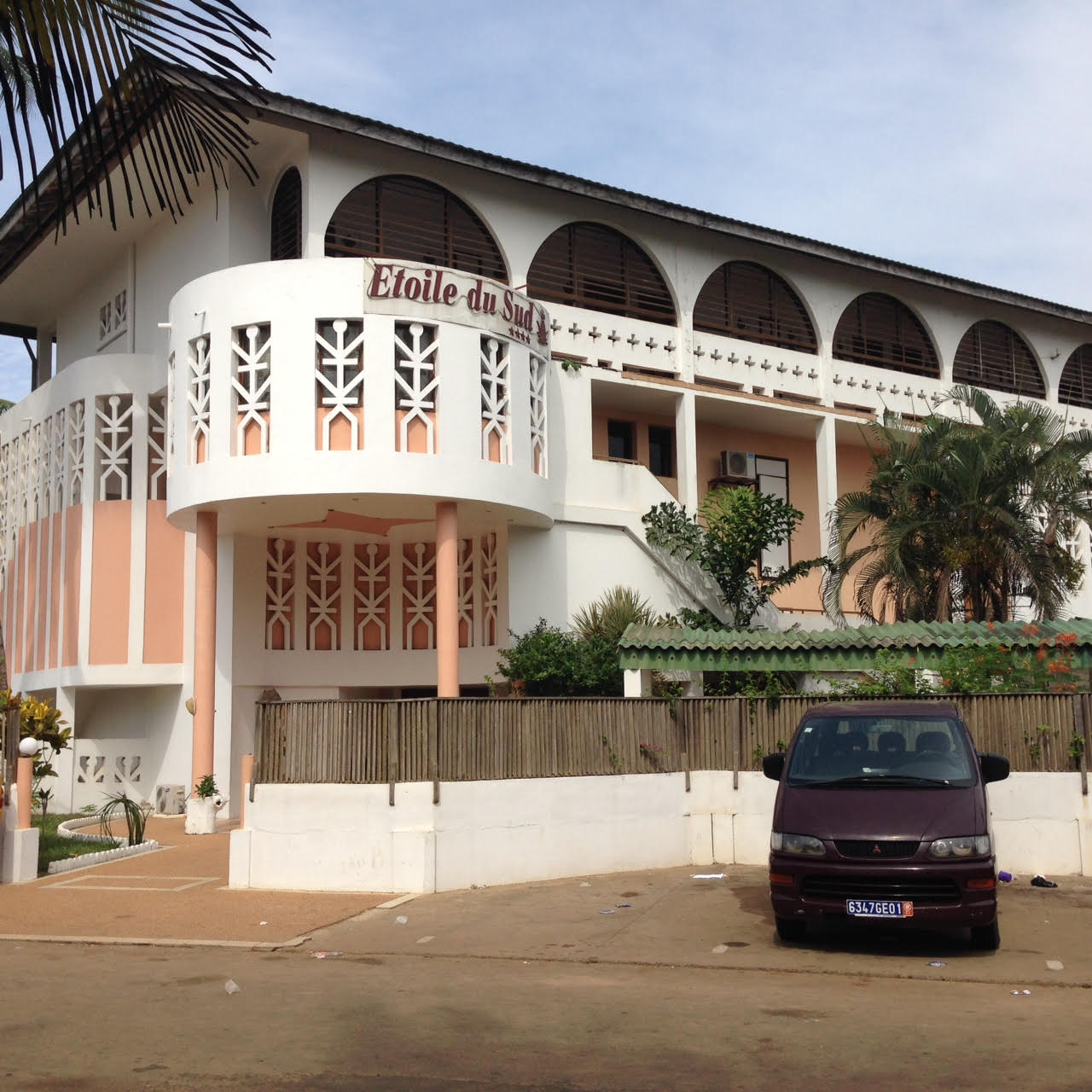
Un hôtel 4 stelle
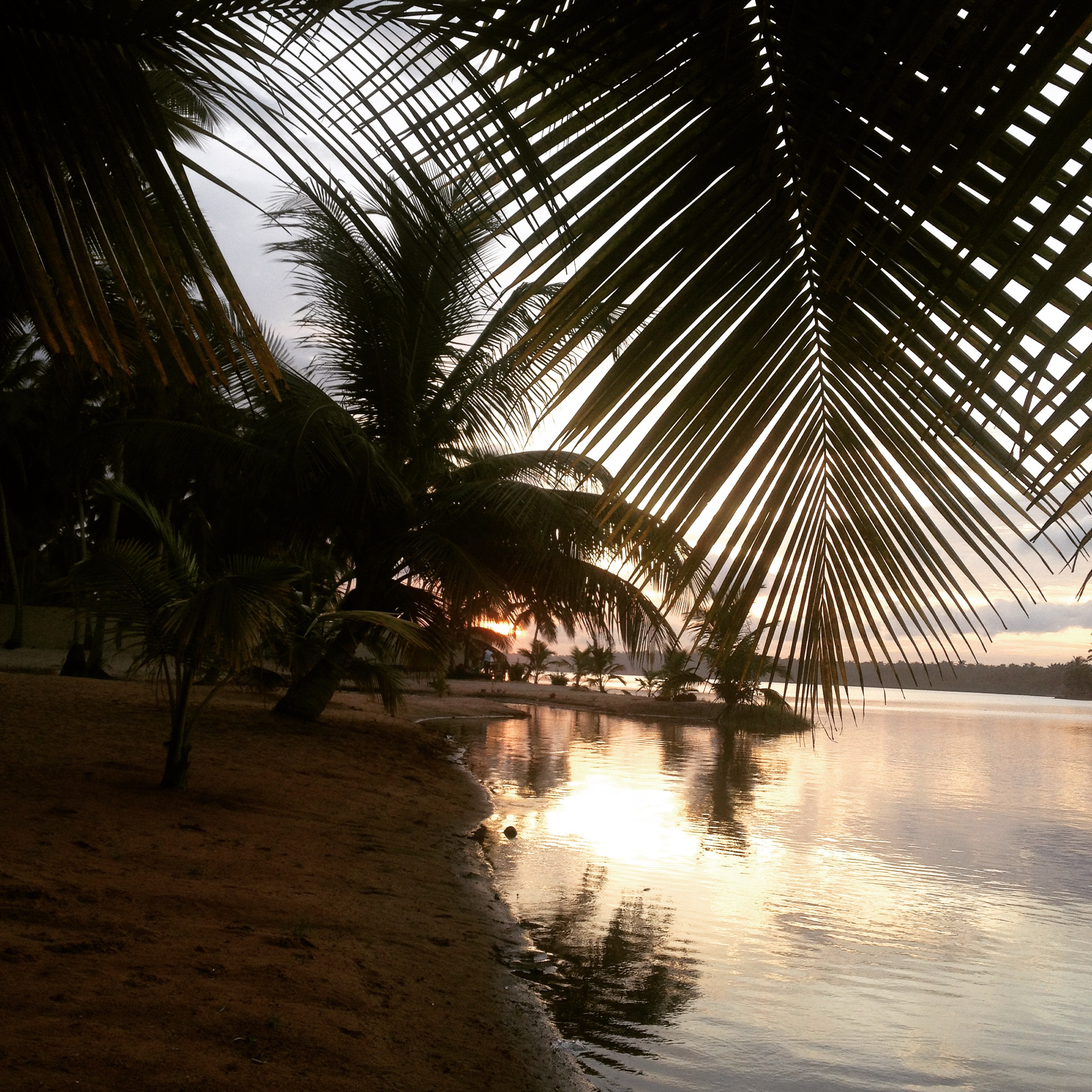
Tramonto sulla laguna (2017)
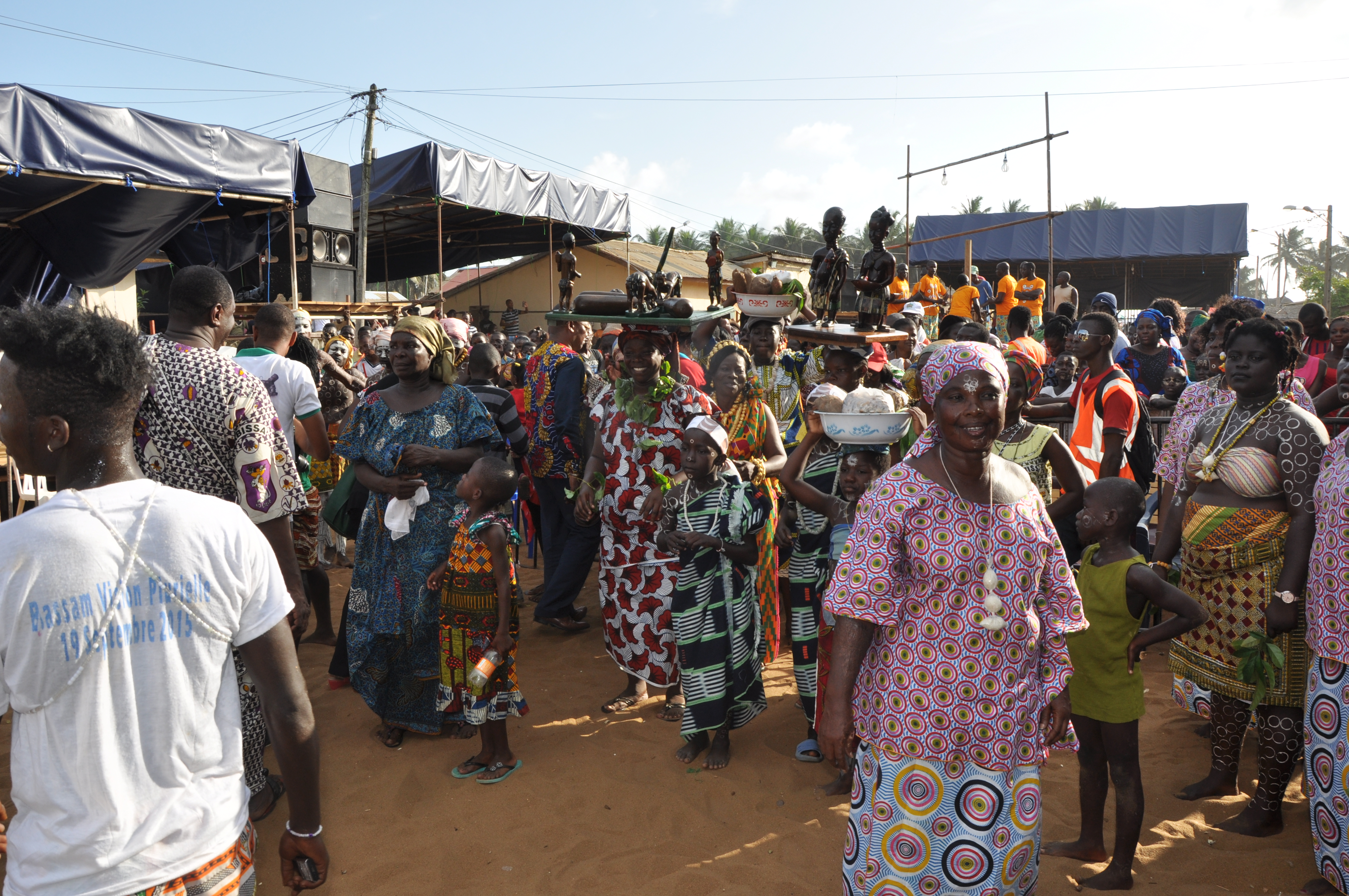
Piazza pubblica di Abissa (2015)
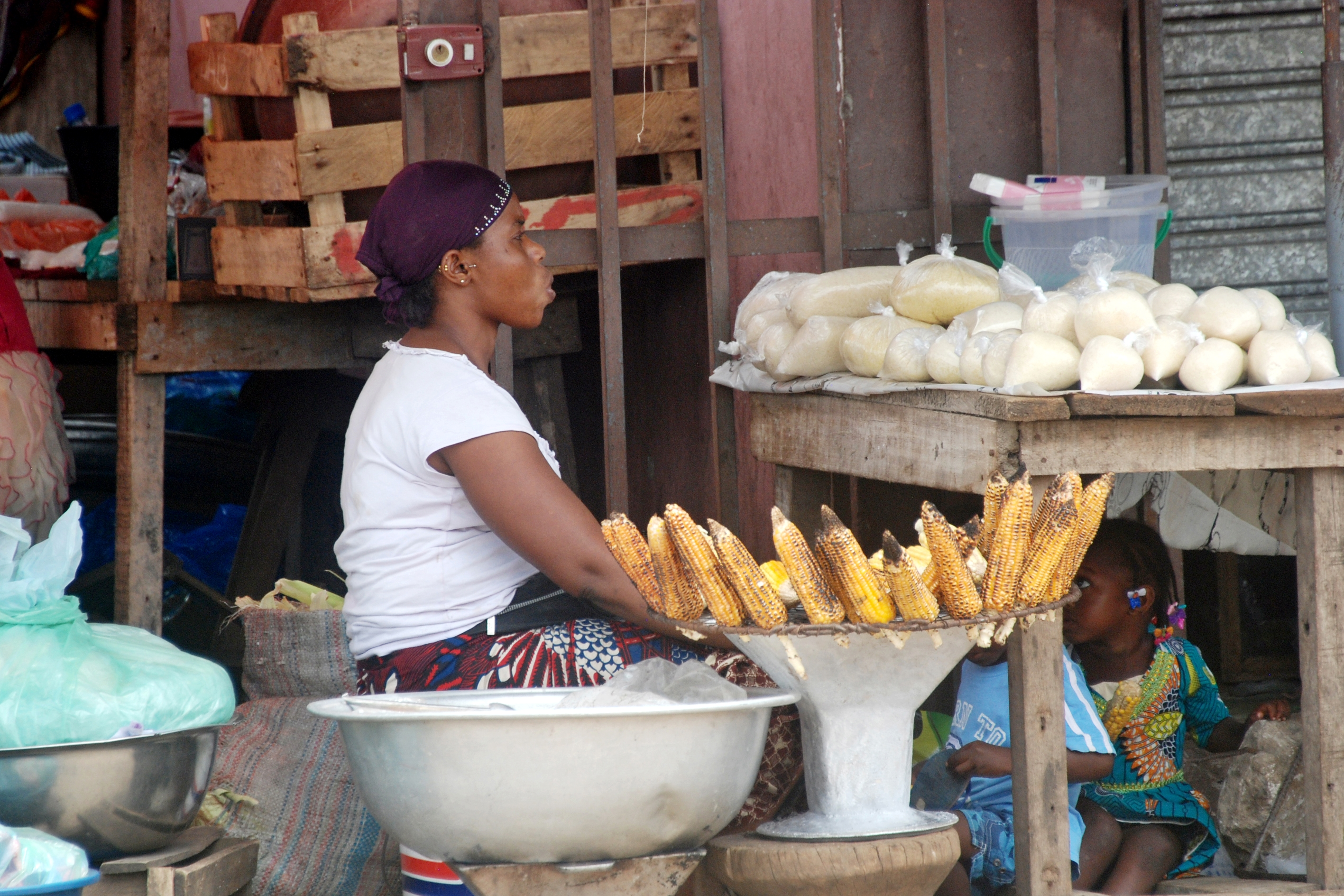
Venditrice di mais abbrustolito
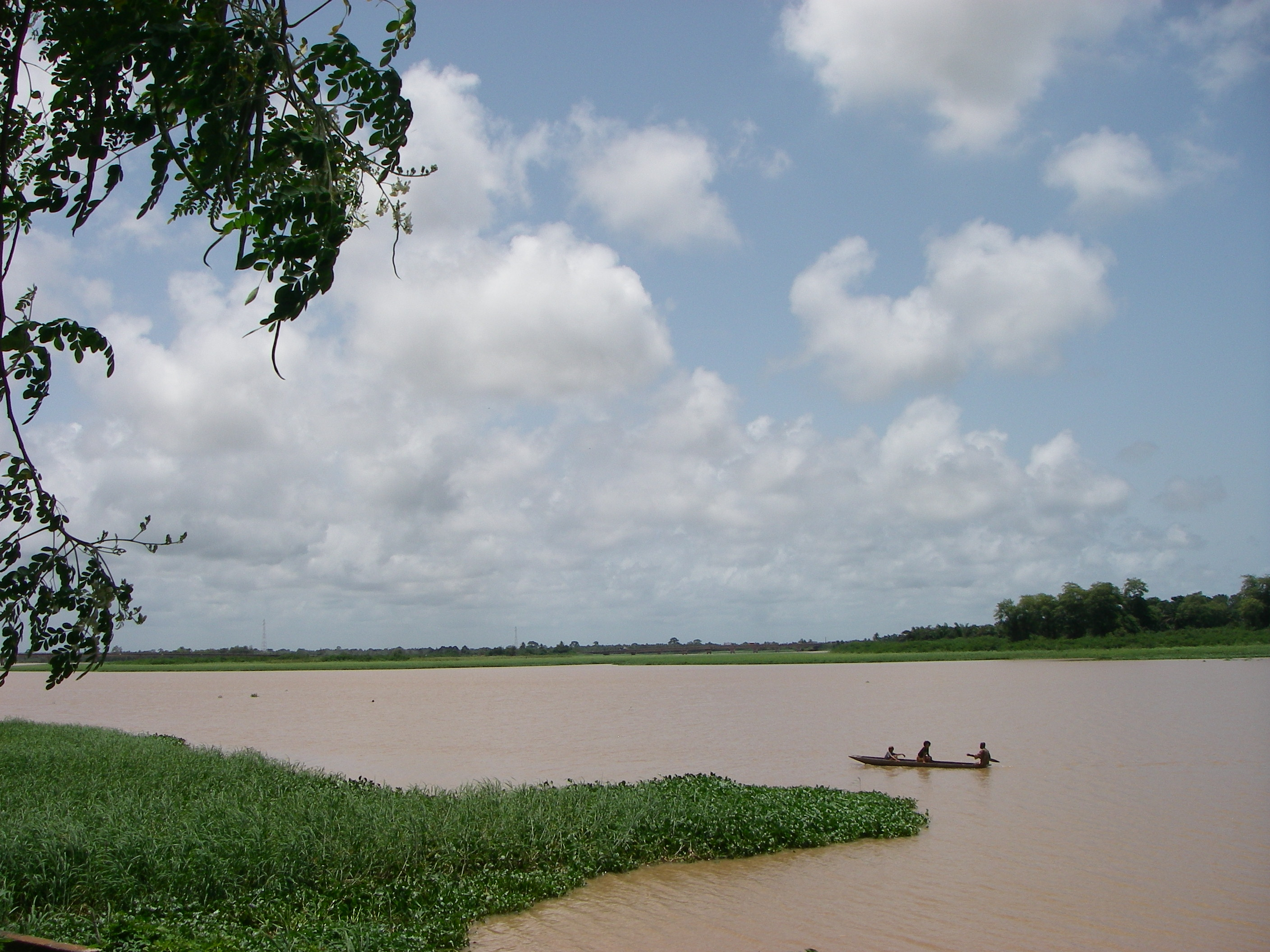
Piroga sulla laguna (2018)